# Phylo
Phylo (Phylo: A Human Computing Framework for Comparative Genomics) — экспериментальная компьютерная игра об оптимизации множественного выравнивания последовательностей. Изначально была разработана в центре биоинформатики Университета Макгилла и презентована на базе Flash 29 ноября 2010 года. Игрокам необходимо решать головоломки, которые представляют нуклеотидные последовательности разных таксонов. Согласуя друг с другом нуклеотидные последовательности, представленные в виде разноцветных блоков, игроки пытаются получить наивысшие баллы для каждого набора последовательностей путём сопоставления наибольшего возможного количества цветов и минимизации недостатков.
Полученные данные обрабатываются центром биоинформатики Университета; в случае, если стратегия игрока оказывается более успешной, чем существующие компьютерные алгоритмы, она используется для улучшения автоматических средств оптимизации множественного выравнивания последовательностей. В целом получаемая информация может быть использована для поиска решения проблем различных заболеваний — таких, например, как рак.